# Дискография Pussycat Dolls
Дискография Pussycat Dolls, американской поп девичьей группы и танцевального ансамбля, состоит из двух студийных альбомов, 13 синглов, одного extended play, 13 видеоклипов, одного концертного DVD многочисленного сотрудничества с артистами.
Дебютный альбом группы PCD был выпущен A&M Records в США в сентябре 2005. Их дебютный сингл «Don't Cha», сотрудничество с Бастой Раймсом, достиг первой строки в UK Singles Chart, Australian Singles Chart и Canadian Hot 100; песня также достигла второй строки в Billboard Hot 100. В альбом также включены синглы «Stickwitu», другой британский хит, «Beep», сотрудничество с will.i.am из Black Eyed Peas, «Buttons» со Снуп Доггом, «Wait a Minute» при участии Тимбалэнда, и  «I Don't Need a Man». Альбом произвел такие синглы как «When I Grow Up», «Whatcha Think About That» при участии Мисси Эллиотт, «I Hate This Part», «Bottle Pop» (их второе сотрудничество со Снуп Доггом), «Jai Ho! (You Are My Destiny)» (интерпретация песни «Jai Ho» из фильма Миллионер из трущоб) и «Hush Hush; Hush Hush».

## Альбомы

### Студийные альбомы
| Год  | Подробности альбома                                                                                           | Наивысшая чартовая позиция | Наивысшая чартовая позиция | Наивысшая чартовая позиция | Наивысшая чартовая позиция | Наивысшая чартовая позиция | Наивысшая чартовая позиция | Наивысшая чартовая позиция | Наивысшая чартовая позиция | Наивысшая чартовая позиция | Наивысшая чартовая позиция | Сертифкации (порог продаж)                                                              |
| Год  | Подробности альбома                                                                                           | США                        | АВСТР                      | КАН                        | ФРА                        | ГЕР                        | ИРЛ                        | НД                         | НЗ                         | ШВЕЦ                       | ВЕЛ                        | Сертифкации (порог продаж)                                                              |
| ---- | --- | -------------------------- | -------------------------- | -------------------------- | -------------------------- | -------------------------- | -------------------------- | -------------------------- | -------------------------- | -------------------------- | -------------------------- | --------------------------------------------------------------------------------------- |
| 2005 | PCD - Выпущен: 13 сентября 2005 - Лейбл: A&M Records - Форматы: CD, digital download                          | 5                          | 8                          | 2                          | 23                         | 6                          | 7                          | 9                          | 1                          | 9                          | 7                          | - США: Платина - АВСТ: 3× Платина - КАН: 2× Платина - ВЕЛ: 3× Платина - ЕВР: 2× Платина |
| 2008 | Doll Domination - Выпущен: 23 сентября 2008 - Лейбл: A&M Records / Interscope - Форматы: CD, digital download | 4                          | 4                          | 3                          | 16                         | 10                         | 6                          | 24                         | 8                          | 7                          | 4                          | - АВСТ: Платина - КАН: Платина - ВЕЛ: Золото                                            |

### Extended plays
| Год  | Подробности альбома | Примечания |
| ---- | --- | --- |
| 2009 | Doll Domination: The Mini Collection - Выпущен:27 апреля, 2009 - Лейбл: Polydor Records - Форматы: CD, digital download | - Выпущен эксклюзивно в Великобритании. - С 5 британскими синглами с Doll Domination, плюс «Painted Windows». - Достиг 9 строки в UK Album Chart. |

## Синглы
| 2005                                          | «Don't Cha» (с Бастой Раймсом)                   | 2  | 1  | 1  | 6  | 1  | 1  | 2  | 1  | 1  | 1   | - США: Платина - ВЕЛ: Серебро - АВСТ: 2× Платина | PCD             |
| 2005                                          | «Stickwitu»                                      | 5  | 2  | 3  | 17 | 11 | 2  | 2  | 1  | 6  | 1   | - США: Платина - АВСТР: Платина                  | PCD             |
| 2006                                          | «Beep» (с will.i.am)                             | 13 | 3  | 5  | 10 | 5  | 2  | 2  | 1  | 6  | 2   | - АВСТ: Золото                                   | PCD             |
| 2006                                          | «Buttons» (со Снуп Доггом)                       | 3  | 2  | 5  | 12 | 4  | 4  | 6  | 1  | 3  | 3   | - США: Платина - АВСТ: Платина                   | PCD             |
| 2006                                          | «I Don't Need a Man»                             | 93 | 6  | 17 | 12 | 20 | 9  | 4  | 7  | 15 | 7   | - FDCN: Золото                                   | PCD             |
| 2006                                          | «Wait a Minute» (с Тимбалэндом)                  | 28 | 16 | 24 | —  | 27 | —  | 7  | 24 | 41 | 108 | —                                                | PCD             |
| 2008                                          | «When I Grow Up»                                 | 9  | 2  | 3  | 2  | 7  | 2  | 25 | 5  | 10 | 3   | - АВСТ: Платина                                  | Doll Domination |
| 2008                                          | «Whatcha Think About That» (с Мисси Эллиотт)     | —  | —  | 66 | —  | —  | 12 | —  | —  | —  | 9   | —                                                | Doll Domination |
| 2008                                          | «I Hate This Part»                               | 11 | 10 | 5  | 3  | 12 | 9  | 27 | 9  | 9  | 12  | - США: Платина - АВСТ: Золото                    | Doll Domination |
| 2009                                          | «Bottle Pop» (со Снуп Доггом)                    | —  | 17 | 88 | —  | —  | —  | —  | 17 | —  | —   | —                                                | Doll Domination |
| 2009                                          | «Jai Ho! (You Are My Destiny)» (с А.Р. Рахманом) | 15 | 1  | 4  | 3  | 29 | 1  | —  | 2  | 7  | 3   | - АВСТ: Платина                                  | Doll Domination |
| 2009                                          | «Hush Hush; Hush Hush»                           | 73 | 10 | 41 | 5  | 44 | 13 | —  | —  | 30 | 17  | - АВСТ: Золото                                   | Doll Domination |
| 2020                                          | «React»                                          |    |    |    |    |    |    |    |    |    |     |                                                  | TBA             |
| «—» означает сингл не был в чарте или выпущен |                                                  |    |    |    |    |    |    |    |    |    |     |                                                  |                 |

### Содействующие синглы
| Год  | Сингл              | Альбом              | Примечания                                              |
| ---- | ------------------ | ------------------- | ------------------------------------------------------- |
| 2004 | «Sway»             | PCD                 | Записан для фильма Давайте потанцуем                    |
| 2007 | «Right Now»        | PCD                 | Выпущен как продвижение для NBA on ABC в США            |
| 2009 | «Top of the World» | Doll Domination 2.0 | Выпущен в качестве поддержки на реалии-шоу MTV The City |

## DVD релизы
| Year | Подробности о DVD                                                                      | Details |
| ---- | -------------------------------------------------------------------------------------- | --- |
| 2006 | Pussycat Dolls: Live from London - Выпущен: 5 декабря 2006 - Студия: A&M               | - Концерт вживую, записанный в Лондоне, июль 2006 - Включает интервью и съемки за сценой, а также клипы «Don’t Cha», «Beep», «Stickwitu», «Buttons», «I Don’t Need a Man» и «Wait a Minute»                                      |
| 2009 | Robin Antin’s Pussycat Dolls Workout - Выпущен: December 15, 2009 - Студия: Anchor Bay | - Обучающие видеоупражнения при участии Робин Антин, Николь Шерзингер, Джейми Ли Руис и Кристины Сайерс - Включает танцевальные упражнения из «Don’t Cha», «Buttons» и танец в стиле бурлеска, плюс интервью с Антин и Шерзингер |

## Клипы
| Год  | Песня                          | Режиссёр        |
| ---- | ------------------------------ | --------------- |
| 2004 | «Sway»                         | Стив Антин      |
| 2005 | «Don’t Cha»                    | Пол Хантер      |
| 2005 | «Stickwitu»                    | Найджел Дик     |
| 2005 | «Beep»                         | Бенни Бум       |
| 2006 | «Buttons»                      | Франсис Лоуренс |
| 2006 | «I Don’t Need a Man»           | Крис Эпплбаум   |
| 2006 | «Wait a Minute»                | Марк Вебб       |
| 2008 | «When I Grow Up»               | Джозеф Кан      |
| 2008 | «Whatcha Think About That»     | Дайан Мартель   |
| 2008 | «I Hate This Part»             | Джозеф Кан      |
| 2009 | «Bottle Pop»                   | Томас Клосс     |
| 2009 | «Jai Ho! (You Are My Destiny)» | Томас Клосс     |
| 2009 | «Hush Hush; Hush Hush»         | Рич Ли          |
| 2020 | «React»                        | Bradley & Pablo |

## Другие появления
| Год  | Песня         | Альбом        | Примечания                                                           |
| ---- | ------------- | ------------- | -------------------------------------------------------------------- |
| 2005 | «Disco Bitch» | Happy Hour    | Джеззи Фа и Си-Ло Грин (при участии The Pussycat Dolls)              |
| 2008 | «Grown Man»   | The Block     | New Kids on the Block (при участии Тедди Райли и The Pussycat Dolls) |
| 2009 | «Bad Girl»    | OST Шопоголик | Записан для фильма Шопоголик                                         |